# Neujahrskonzert der Wiener Philharmoniker 1977
Das Neujahrskonzert der Wiener Philharmoniker 1977 war das 37. Neujahrskonzert der Wiener Philharmoniker und fand am 1. Jänner 1977 im Goldenen Saal des Wiener Musikvereins statt. Dirigiert wurde es zum 23. Mal von Willi Boskovsky, der diese Institution 1941 schon als Konzertmeister der Wiener Philharmoniker mit ins Leben gerufen hatte. Besonderheit war, dass dieses Konzert in seiner Fernsehübertragung mit Ausnahme der traditionellen Zugaben – des Walzers An der schönen blauen Donau seines älteren Bruders Johann und des Radetzky-Marsches seines Vaters – ausschließlich Werke des mittleren der drei Strauss-Brüder, Josef Strauss (1827–1870), beinhaltete.

## Zusammenfassung
Streng genommen war es das 38. Konzert zum Jahreswechsel – denn zur Jahreswende 1939/40 gab es bereits ein Außerordentliches Konzert der Wiener Philharmoniker, welches allerdings am Silvesterabend 1939 stattfand –, aber erst seit 1946 – seit dem erstmaligen Dirigat von Josef Krips – trägt das Konzert den Titel Neujahrskonzert der Wiener Philharmoniker: Unter diesem Namen war es das nunmehr 32. Konzert, was offiziell auch Neujahrskonzert der Wiener Philharmoniker heißt.

Willi Boskovsky stand, wie bereits seit 1955 auf Grund seiner einstimmigen Wahl durch die Orchestermitglieder als ständiger Dirigent des Neujahrskonzertes am Pult.
 Willi Boskovsky bleibt in Erinnerung, dass er das Konzert im Wesentlichen mit seinem Geigenbogen leitete und seine Violine, vornehmlich in die Hüfte gestützt (ansonsten lag sie griffbereit auf einem kleinen Tischchen neben dem Dirigierpult), immer wieder ans Kinn nahm, um seinen eigenen Schwung in das Orchester zu übertragen, er nutzte nur selten einen Dirigentenstab.
Einzelne Musikstücke wurden wieder mit Ballettaufnahmen unterlegt: Es tanzten Mitglieder des Balletts der Wiener Staatsoper, die Choreographie übernahm Gerlinde Dill.
Das Konzert wurde mit seinem zweiten Teil im Fernsehen übertragen, die Produktion übernahmen, wie seit 1970 jährlich, der Österreichische Rundfunk (ORF) und das Zweite Deutsche Fernsehen (ZDF) gemeinsam, die Regie führte erneut Hermann Lanske. Es war das zwölfte Neujahrskonzert, dessen zweiter Teil in Kooperation von Eurovision (für diesen Verbund war es die 18. Übertragung) und Intervision, dem Fernsehverbund der damaligen sozialistischen Staaten, im Fernsehen übertragen wurde. Ausgestrahlt wurde das Neujahrskonzert 1977 über Eurovision neben Österreich in Belgien, der Bundesrepublik Deutschland, in Dänemark, Finnland, Frankreich, Großbritannien, Irland, Island, Jugoslawien, Luxemburg, der Niederlande, Norwegen, in Portugal, Schweden, der Schweiz und Spanien.
Über Intervision waren 1977 dabei: Bulgarien, ČSSR, DDR, Polen und Rumänien.
1973 begannen die regelmäßigen Fernsehübertragungen weltweit, die seitdem fester Bestandteil der Neujahrskonzerte sind, zunächst der zweite Teil, ab 1991 dann das gesamte Konzert. In andere nicht-europäische Staaten wurde dieses Konzert von 1977 (in alphabetischer Reihenfolge) nach Algerien, Argentinien, Chile, Costa Rica, Ecuador, Hongkong, Japan, Jordanien, Marokko, Mauritius, Südafrika, Taiwan, den Vereinigten Staaten und Venezuela übertragen. Die Fernsehübertragung des zweiten Teils des Neujahrskonzertes wurde demzufolge in 31 Staaten original ausgestrahlt.

## Programm

### 1. Teil
1. Johann Strauss (Sohn): Ouvertüre zur Operette Cagliostro in Wien
2. Joseph Lanner: Die Romantiker, Walzer, op. 167
3. Johann Strauss (Vater): Wettrennen-Galopp, op. 29
4. Johann Strauss (Sohn): Persischer Marsch, op. 289
5. Johann Strauss (Sohn): Champagner-Polka, Musikalischer Scherz, op. 211
6. Johann Strauss (Sohn): Rosen aus dem Süden, Walzer, op. 388

### 2. Teil
Anlässlich des 150. Geburtstages von Josef Strauss wurden im 2. Teil – und damit in der weltweiten Bildübertragung – ausschließlich seine Werke gespielt:
1. Mein Lebenslauf ist Lieb´und Lust, Walzer, op. 263
2. Im Fluge, Polka schnell, op. 230
3. Die Emancipirte, Polka mazur, op. 282
4. Ohne Sorgen, Polka schnell, op. 271
5. Heiterer Muth, Polka française, op. 281
6. Delirien, Walzer, op. 212
7. Plappermäulchen (Musikalischer Scherz), Polka schnell, op. 245
8. Dorfschwalben aus Österreich, Walzer, op. 164
9. Jokey-Polka, Polka schnell, op. 278

### Zugaben
Auch die einzige freie Zugabe war Josef Strauss’ 150. Geburtstag gewidmet:
- Josef Strauss: Feuerfest!, Polka française, op. 269

Es folgten die traditionellen Zugaben von seinem älteren Bruder und seinem Vater
- Johann Strauss (Sohn): An der schönen blauen Donau, Walzer, op. 314
- Johann Strauss (Vater): Radetzky-Marsch, op. 228

Werkliste und Reihenfolge sind der Website der Wiener Philharmoniker entnommen.
Es wurden keine Werke aufgeführt, die nicht schon früher Programmbestandteile eines Neujahrskonzertes waren.

## Besetzung (Auswahl)
- Willi Boskovsky, Dirigent
- Wiener Philharmoniker